# Fundación Miguel Lillo
La Fundación Miguel Lillo es una fundación científica argentina dedicada a la investigación de ciencias naturales. Su quehacer abarca las áreas de botánica, geología, zoología y realiza trabajos en taxonomía, ecología y recursos naturales. Nacida oficialmente con la muerte del naturalista y profesor tucumano Miguel Lillo el 4 de mayo de 1931, fue organizada finalmente en 1933, a partir de su legado. Está ubicada en la ciudad de San Miguel de Tucumán. Es una reconocida institución científica de su país y América Latina. En su complejo edilicio se encuentran colecciones naturales, un museo, una biblioteca, centro de datos, y servicios generales. El organismo difunde el resultado de sus investigaciones mediante la publicación en revistas periódicas, disertaciones y exposiciones.

## Historia
La Fundación Miguel Lillo nace en 1933 como consecuencia del legado con cargo de Miguel Lillo. Este legado consistió en aproximadamente una hectárea de terreno, donde se encuentra la Fundación; sus colecciones de flora, su herbolario compuesto de 20 000 ejemplares de unas 6000 especies distintas, pieles de aves, la más completa que existía en su momento; colecciones de lepidópteros y su biblioteca, compuesta por 7000 volúmenes.

## Publicaciones y labor editorial
Entre las publicaciones hay dos importantes obras sobre la botánica y fauna argentina: Genera et Species Plantarum argentinarum y Genera Animalum Argentinarum. Se trata de libros de gran tamaño y profusamente ilustrados que tienen por objetivo abarcar la totalidad de la flora y fauna de Argentina, y que han sido compilados durante 40 años por el naturalista Horacio Descole. Ernesto Padilla destaca la importancia de estas obras al comparar las mismas con las obras de Humboldt. Y como señala Adolfo Colombres: "la UNESCO (la) considero como una de las más importantes contribuciones efectuadas en el siglo XX al conocimiento biológico a nivel mundial". El primer volumen data de 1944, esta obra de se encuentra inconclusa.
Otras publicaciones científicas periódicas son Lilloa, Opera Lilloana y Acta Zoológica.

## Museo Miguel Lillo de Ciencias Naturales y Jardín Botánico

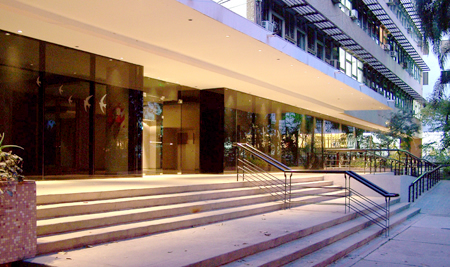
Ingreso al Museo Miguel Lillo de Ciencias Naturales.

El núcleo principal del museo está constituido por dos grandes salas dedicadas a biología, geología y paleontología. Estas muestras didácticas se complementa con la exposición a cielo abierto que constituye el jardín botánico de la institución y en donde se destacan las especies más representativas de la selva tucumano-boliviana.

## Centro de Información Geobiológico del NOA
Iniciada originalmente a partir del aporte de los volúmenes de Miguel Lillo. Cuenta hoy con 132 900 libros y 4250 títulos en su hemeroteca. Recibió su nombre actual en 1970. En ella se encuentran obras de gran valor académico escritas por destacados botánicos del mundo, como Linneo, Lamark, Martius, Humboldt, Amadeo Bonpland y otros.

## Museo Histórico Doctor Miguel Lillo y su tiempo
El Museo evoca la vida del naturalista tucumano Miguel Lillo. A través de diferentes salas se contextualiza sus antecedentes, obras y continuadores. La construcción del mismo se realizó en dos etapas: la restauración de la casa en donde vivió Lillo y la instalación museográfica.

## Reconocimientos
En 1988, la fundación recibió el Premio Konex - Diploma al Mérito por su aporte a la comunidad como una de las 5 mejores instituciones científicas de la historia Argentina.